# 群体 (生物学)

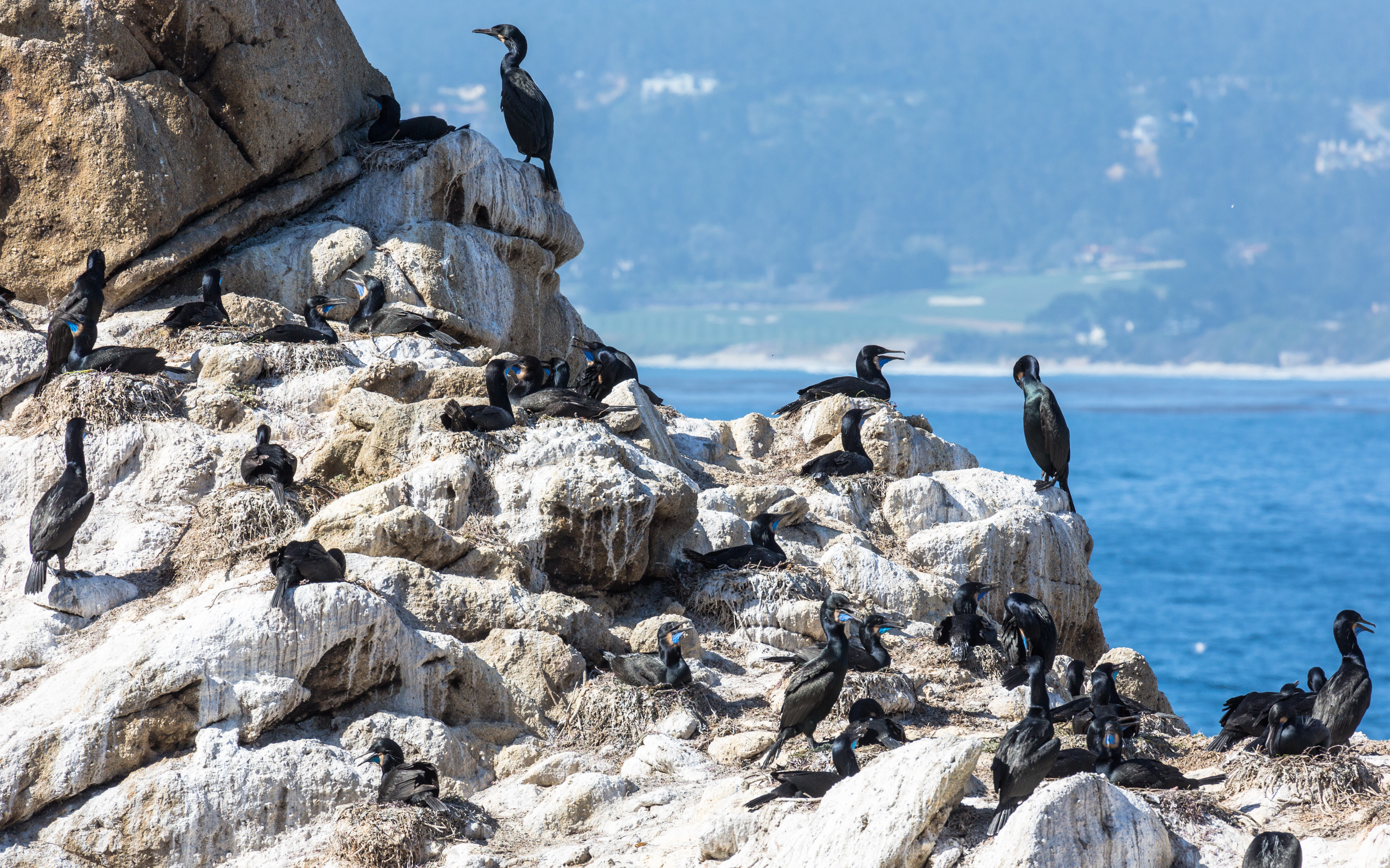
北海黑尔戈兰岛上北方鲣鸟繁殖地形成的群体

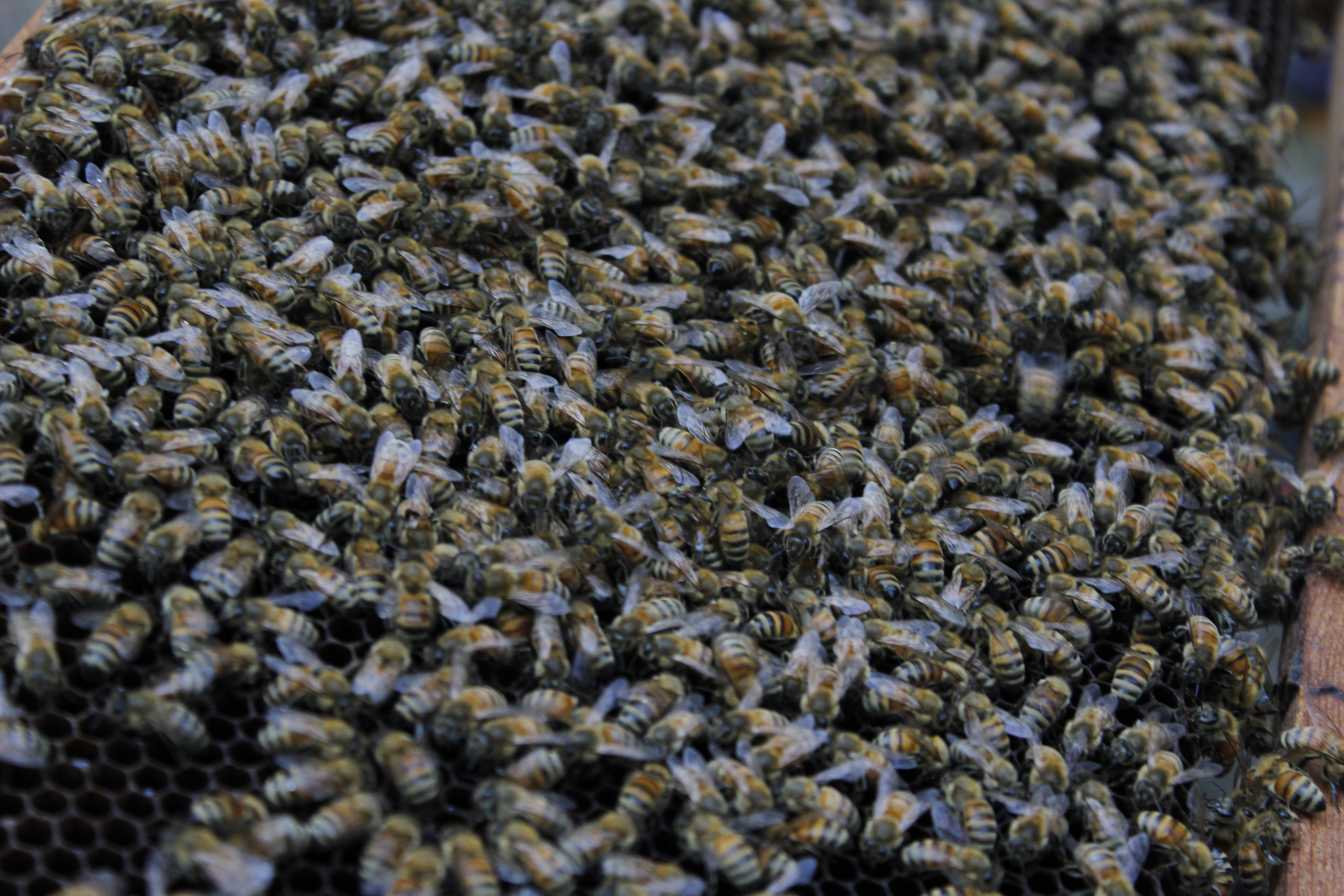
西方蜜蜂组成的群体

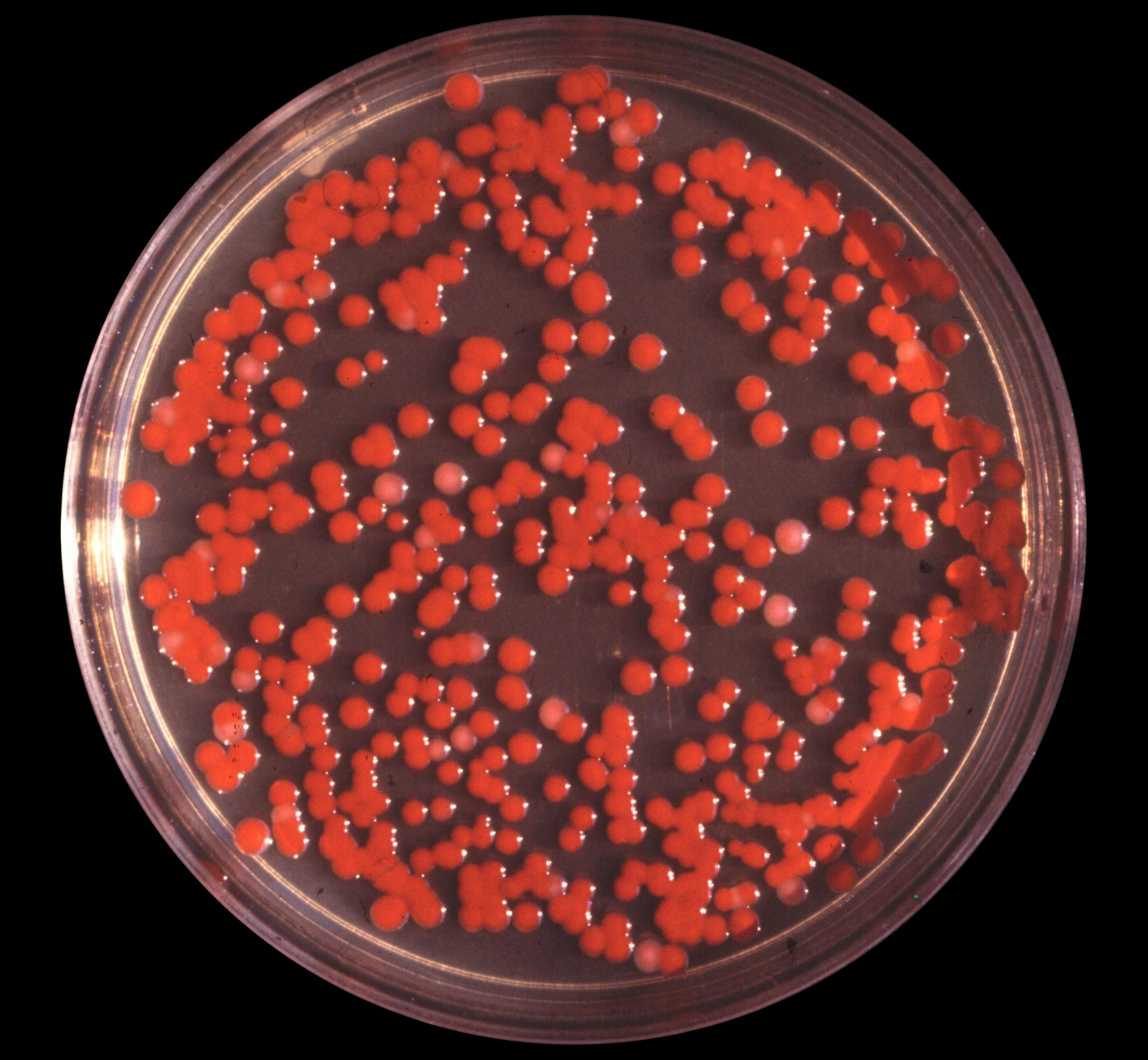
黏质沙雷菌在培养皿中形成的菌落

在生物学中，群体（colony）又称集落，是由两个或多个生活在一起密切相关或相互联系的同种个体组成。这种关联通常是为了互惠互利，例如更强的防御能力或攻击更大猎物的能力。
对于微生物而言，则称之为菌落，是在适宜条件下经过一定时间培养，由单一或几个细菌在适合生长的固体培养基表面或内部形成肉眼可见有一定形态的独立群体。菌落可分為細菌與真菌菌落，細菌菌落是由單一或几个細菌在培養基生成的聚合體，真菌菌落為單一或几个孢子或菌絲經繁殖聚集所成。
对于细胞培养而言，则称之为集落，是由单一或几个细胞在固体培养基内或表面增殖出一群相接触的细胞。